# 茅善玉
茅善玉（1962年1月10日—），上海人，中国大陆女演员，一級演員，中国民主同盟盟员。現任上海滬劇院院長、上海市人大代表、中國文聯委員、上海劇協副主席。

## 生平
1974年，考入上海滬劇團學館。畢業後於上海滬劇院任滬劇女演員
1983年，獲第二屆《大眾電視》「金鷹獎」最佳女主角獎。1984年，獲全國現代戲會演一等獎。1984年，獲上海市青年演員會演特等獎。
1984年，參加中央电视台春节联欢晚会节目。
1984年，獲第二屆《中國戲劇》「梅花獎」。1989年，獲首屆白玉蘭戲劇表演主角獎。1995年，獲第四屆中國戲劇節優秀主角獎。1995年，獲上海第七屆白玉蘭戲劇表演主角獎，上海市「三八紅旗手」稱號。
2008年，当选第十一届全国政协委员，代表文化艺术界，分入第二十六组。
2019年，獲第七届上海文学艺术奖杰出贡献奖。

## 主演作品
- 一個明星的遭遇
- 姊妹倆
- 血染姊妹花
- 魂斷藍橋
- 牛仔女
- 碧海青天夜夜心
- 今日夢圓
- 董梅卿
- 石榴裙下
- 大紅喜事
- 家
- 龍鳳逞強
- 雷雨
- 生死對話

### 連續劇
- 璿子
- 姊妹倆
- 牛仔女